# Санта-Мария (Риу-Гранди-ду-Норти)
Санта-Мария (порт. Santa Maria)  —  муниципалитет в Бразилии, входит в штат Риу-Гранди-ду-Норти. Составная часть мезорегиона Сельскохозяйственный район штата Риу-Гранди-ду-Норти. Входит в экономико-статистический  микрорегион Агрести-Потигуар. Население составляет 4479 человек на 2006 год. Занимает площадь 219,572 км². Плотность населения — 20,4 чел./км².

## Статистика
- Валовой внутренний продукт на 2003 год составляет 8 093 588,00 реалов (данные: Бразильский институт географии и статистики).
- Валовой внутренний продукт на душу населения на 2003 год составляет 1946,51 реалов (данные: Бразильский институт географии и статистики).
- Индекс развития человеческого потенциала на 2000 год составляет 0,627 (данные: Программа развития ООН).